# Рокка-Пія
Рокка-Пія (італ. Rocca Pia) — муніципалітет в Італії, у регіоні Абруццо,  провінція Л'Аквіла.
Рокка-Пія розташована на відстані близько 125 км на схід від Рима, 70 км на південний схід від Л'Акуїли.
Населення — 183 особи (2014).
Щорічний фестиваль відбувається 19 березня. 

## Демографія
Населення за роками:

Станом на 1 січня 2023 року в муніципалітеті офіційно проживав 31 іноземець з 7 країн, серед них 15 громадян країн Євросоюзу та 6 громадян України.

## Сусідні муніципалітети
- Пескокостанцо
- Петторано-суль-Джиціо
- Ривізондолі
- Сканно